# Télécom ParisTech
Fundada em 1878, a Télécom ParisTech (ou École nationale supérieure des télécommunications ou ENST) é uma escola de engenharia, instituição de ensino superior público localizada na cidade do Paris, França.
A Télécom ParisTech está entre as mais prestigiadas grandes écoles de 
Engenharia da França, assim como todas as escolas do ParisTech.

## Laboratórios e centros de investigação
- Telecomunicações,
- Informática,
- Big data,
- Redes,
- Segurança informática

## Graduado famoso
- Jean-Bernard Lévy, um empresário francês, e que foi presidente da Vivendi
- Yves-Michel Marti, um engenheiro francês, um pioneiro em inteligência econômica.